# Automobiles Rumpf

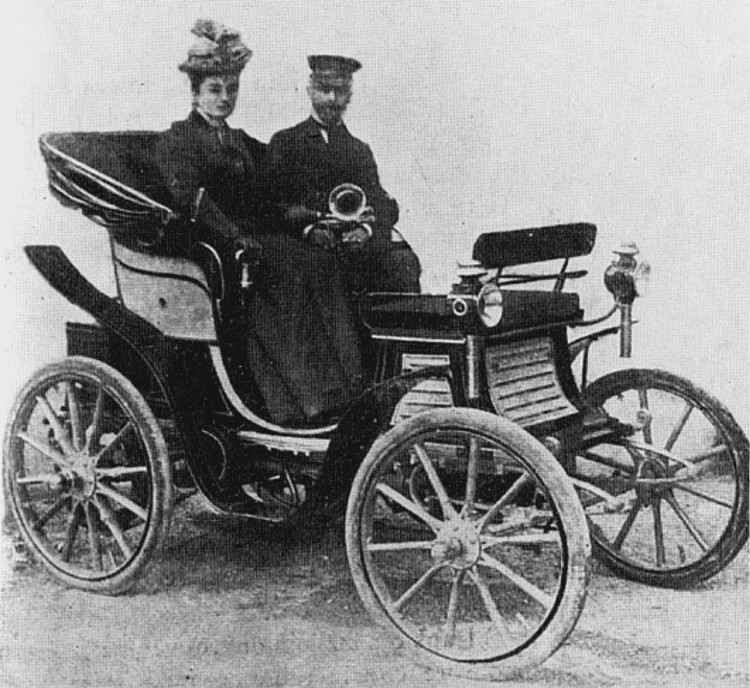
Rumpf 7 HP vis-à-vis (1899)

Die Société Belge pour l’Exploitation des Automobiles Système Rumpf Fils war ein belgischer Hersteller von Automobilen aus Brüssel. Der Markenname lautete Rumpf.

## Unternehmensgeschichte
Martin Rumpf, vorher Direktor des Motorenherstellers SA Le Progrès Industriel, gründete 1899 das Unternehmen. 1901 endete die Produktion.

## Fahrzeuge
Es wurden drei Modelle angeboten:
- ein Kleinwagen 5 CV
- ein mittelgroßes Modell 6,5 CV mit Zweizylindermotor, das es unter anderem in der Karosserieform Vis-à-vis gab
- ein großes Modell 14 CV

Die Motoren kamen von seinem früheren Arbeitgeber und die Karosserien von D’Ieteren. Die Kraftübertragung erfolgte durch Kette.
Der 6,5 CV hatte einen wassergekühlten Zweizylindermotor mit elektrischer Zündung. Das Getriebe hatte vier Vorwärtsgänge plus Rückwärtsgang und ermöglichte eine Geschwindigkeit von 45 km/h.